# 331605 Guidogryseels
331605 Guidogryseels este o planetă minoră (asteroid) din centura de asteroizi. A fost descoperită pe 10 decembrie 2001 la Observatorul Regal al Belgiei⁠(d) de Thierry Pauwels⁠(d). 
Obiectul prezintă o orbită caracterizată de o semiaxă mare de 2,6508219329435 UAi, o excentricitate de 0,23751141592221, o înclinație de 13,174855407304 ° în raport cu ecliptica.